# Долина Миколи Чудотворця
Доли́на Мико́ли Чудотво́рця — комплексна пам'ятка природи місцевого значення в Україні. Розташована на території Уманського району Черкаської області, при південній околиці села Коржовий Кут. 
Площа 10,9 га. Статус отриманий у 2009 році.